# Mario Baratto
Mario Baratto (Chioggia, 24 giugno 1920 – Venezia, 10 maggio 1984) è stato un critico letterario e italianista italiano.

## Biografia
Allievo di Luigi Russo alla Scuola normale superiore di Pisa, fu in seguito lettore alla École Normale Supérieure di Parigi. Dal 1966 insegnò nelle università di Cagliari, Pisa e Venezia. Studioso del teatro rinascimentale e di Goldoni, dedicò a Boccaccio quello che è considerato il suo saggio più significativo. Sposato con Franca Trentin (figlia di Silvio), anche lei studiosa di letteratura nonché figura di rilievo della Resistenza, militò a lungo nel Partito comunista italiano.

## Opere principali
- Mondo e teatro nella poetica del Goldoni, Venezia, Tip. Stamperia di Venezia, 1957; prefazione di Paolo Puppa, Roma, Succedeoggi libri, 2023, ISBN 978-88-99467-18-0.
- Rime del Petrarca, lezioni del prof. M. Baratto, Cagliari, Trois, 196?.
- Realtà e stile nel Decameron, Vicenza, N. Pozza, 1970; 3ª ed., Roma, Editori Riuniti, 1996, ISBN 88-359-4157-1.
- Sur Goldoni: essai, Paris, L'Arche, 1971.
- Tre studi [scil. variante: saggi] sul teatro. Ruzante, Aretino, Goldoni, Venezia, Neri Pozza, 1964.
- La commedia del Cinquecento (aspetti e problemi), Vicenza, Neri Pozza, 1975.
- La letteratura teatrale del Settecento in Italia. Studi e letture su Carlo Goldoni, Vicenza, N. Pozza, 1985
- Da Ruzante a Pirandello. Scritti sul teatro, Napoli, Liguori, 1990, ISBN 88-207-1803-0.